# 1-й Військкоматський провулок (Мелітополь)
1-й Військкоматський провулок — провулок у Мелітополі. Починається від вулиці Олександра Невського і йде на схід в бік Молочної річки. Забудований приватними будинками.

## Назва
Назва на честь військкомату — радянського аналога теперішнього ТЦКСП. Мелітопольський ТЦКСП знаходиться в 1.7 км від провулка.
Паралельно провулку проходить 2-й Військкоматський провулок.

## Історія
Перша відома згадка провулка датується 20 грудня 1946.